# Макуспана (муниципалитет)
Макуспа́на (исп. Macuspana) — муниципалитет в Мексике, в штате Табаско, с административным центром в одноимённом городе. Численность населения, по данным переписи 2020 года, составила 158 601 человек.

## Общие сведения
Название Macuspana имеет несколько версий происхождения, самые распространённые это: Macui-chapana с языка науатль — место пяти чисток, и Macu-pane с языка соке — место хождения священника.
Площадь муниципалитета равна 2429,1 км², что составляет 9,8 % от общей площади штата, а наивысшая точка — 295 метров, расположена в поселении Мельчор-Окампо-2.
Он граничит с другими муниципалитетами штата Табаско: на севере с Сентлой, на востоке с Хонутой, на юге с Такотальпой, на западе с Халапой и Сентро, а на юге граничит с другим штатом Мексики — Чьяпасом.

## Учреждение и состав
Муниципалитет был образован 4 октября 1883 года, по данным 2020 года в его состав входит 219 населённых пунктов, самые крупные из которых:
| Код INEGI                  | Населённый пункт                                                                             | Численность населения (2005 год) | Численность населения (2010 год) | Численность населения (2020 год) |  |
| -------------------------- | -------------------------------------------------------------------------------------------- | -------------------------------- | -------------------------------- | -------------------------------- |  |
| 012                        | Всего                                                                                        | 142954                           | 153132                           | 158601                           |  |
| 0001                       | Макуспана (исп. Macuspana) 17°45′23″ с. ш. 92°35′39″ з. д. (административный центр)          | 30661                            | 32225                            | 31435                            |  |
| 0018                       | Бенито-Хуарес (Сан-Карлос) (исп. Benito Juárez (San Carlos)) 17°50′00″ с. ш. 92°31′49″ з. д. | 14084                            | 14451                            | 14400                            |  |
| 0016                       | Белен (исп. Belén) 17°47′19″ с. ш. 92°36′50″ з. д.                                           | 5812                             | 5892                             | 6512                             |  |
| 0039                       | Ла-Курва (исп. La Curva) 17°52′07″ с. ш. 92°29′18″ з. д.                                     | 5098                             | 5651                             | 5611                             |  |
| 0011                       | Акилес-Сердан (исп. Aquiles Serdán (San Fernando)) 17°48′19″ с. ш. 92°29′26″ з. д.           | 4299                             | 4613                             | 5023                             |  |
| 0091                       | Сьюдад-Пемекс (исп. Ciudad Pemex) 17°53′05″ с. ш. 92°28′51″ з. д.                            | 5752                             | 5822                             | 4601                             |  |
| 0111                       | Вернет-3 (исп. Vernet 3ra. Sección) 17°52′08″ с. ш. 92°33′27″ з. д.                          | 1697                             | 1807                             | 2186                             |  |
| 0141                       | Ла-Эскалера (исп. La Escalera) 17°50′35″ с. ш. 92°31′34″ з. д.                               | 1887                             | 2052                             | 2152                             |  |
| 0073                       | Лимбано-Бландин-1 (исп. Límbano Blandín 1ra. Sección) 17°45′23″ с. ш. 92°24′38″ з. д.        | 1778                             | 1900                             | 1975                             |  |
| 0036                       | Эль-Конго (исп. El Congo) 17°49′33″ с. ш. 92°26′16″ з. д.                                    | 1393                             | 1676                             | 1871                             |  |
| 0065                       | Хосе-Мария-Пино-Суарес (исп. José María Pino Suárez) 17°40′51″ с. ш. 92°33′44″ з. д.         | 1435                             | 1563                             | 1850                             |  |
| 0086                       | Нуэва-Дивисьон-дель-Байо (исп. Nueva División del Bayo) 17°50′31″ с. ш. 92°29′19″ з. д.      | 1333                             | 1615                             | 1840                             |  |
| 0216                       | Буэна-Виста (Пускатан) (исп. Buena Vista (Puxcatán)) 17°43′50″ с. ш. 92°37′17″ з. д.         | 1168                             | 1415                             | 1731                             |  |
| 0080                       | Монте-Адентро (исп. Monte Adentro) 17°44′34″ с. ш. 92°37′18″ з. д.                           | 1591                             | 1988                             | 1725                             |  |
| 0028                       | Буэна-Виста (Апаско) (исп. Buena Vista (Apasco)) 17°39′34″ с. ш. 92°26′39″ з. д.             | 1559                             | 1638                             | 1694                             |  |
| 0135                       | Ла-Унион (исп. La Unión) 17°50′58″ с. ш. 92°29′52″ з. д.                                     | 985                              | 1442                             | 1690                             |  |
| 0231                       | Сан-Антонио (исп. San Antonio) 17°49′15″ с. ш. 92°32′39″ з. д.                               | 1042                             | 1487                             | 1668                             |  |
| 0081                       | Монте-Ларго-1 (исп. Monte Largo 1ra. Sección) 17°50′08″ с. ш. 92°36′19″ з. д.                | 1145                             | 1446                             | 1661                             |  |
| 0087                       | Паломас (исп. Palomas) 17°39′20″ с. ш. 92°28′37″ з. д.                                       | 1380                             | 1544                             | 1568                             |  |
| 0104                       | Тепетитан (исп. Tepetitán) 17°49′09″ с. ш. 92°22′20″ з. д.                                   | 1543                             | 1431                             | 1485                             |  |
| —                          | Прочие                                                                                       | 57312                            | 61474                            | 65923                            |  |
| Названия на карте Генштаба |                                                                                              |                                  |                                  |                                  |  |

## Климат
Климат Макуспаны — жаркий и влажный, с обильными дождями в летний период. Среднегодовая температура +23,6°С, с максимальным значением в апреле +30°С. Годовая норма осадков 3186 мм, с максимальным уровнем в сентябре — 350 мм.

## Экономическая деятельность
По статистическим данным 2000 года, работоспособное население занято по секторам экономики в следующих пропорциях:
- сельское хозяйство, животноводство и рыбная ловля — 35,3 %;
- промышленность и строительство — 20,6 %;
- торговля, сферы услуг и туризма — 40,9 %;
- безработные — 3,2 %.

В муниципалитете выращиваются основные сельхозкультуры — кукуруза и фасоль, в основном для внутреннего потребления.
Основным сектором является животноводство, о чём говорят данные экономической переписи ИНЕГИ за 1997 год: 181 666 голов крупного рогатого скота, 18 532 свиньи, 6638 овец и 7935 лошадей, а также 214 тыс. домашней птицы.
Большое количество населения занято в различных подразделениях компании «Pemex», а также на предприятиях, занимающихся производством цемента, добычей гравия и строительством.

## Инфраструктура
По статистическим данным 2020 года, инфраструктура развита следующим образом:
- электрификация: 98,9 %;
- водоснабжение: 49,3 %;
- водоотведение: 96,2 %.

## Туризм
Макуспана очень привлекательна для туристов. Здесь можно побывать в таких местах как:
- Экологический заповедник «Белая Вода» — являются главными туристическими центрами;
- Горы Торгеро;
- Лагуна Франсиска Батеса;
- Город Тепетитан — самое старое поселение в муниципалитете, с прекрасным видом на реку;
- Бывший лагерь «Сарлат», где было открыто первое месторождение нефти.

Помимо дорожного сообщения, в муниципалитет можно добраться воздушным, речным или железнодорожным транспортом.

## Фотографии

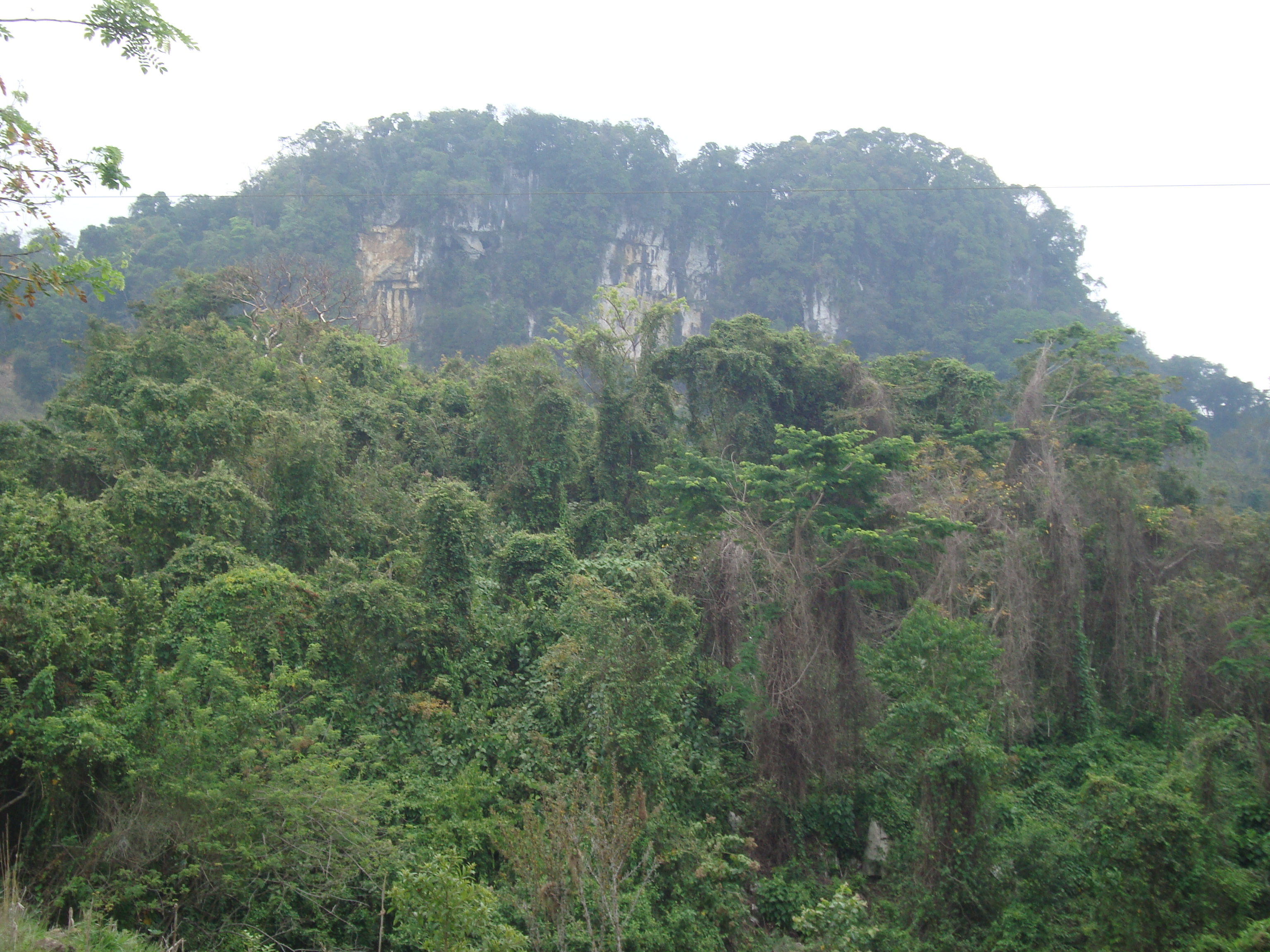
Экологический заповедник «Белая Вода»
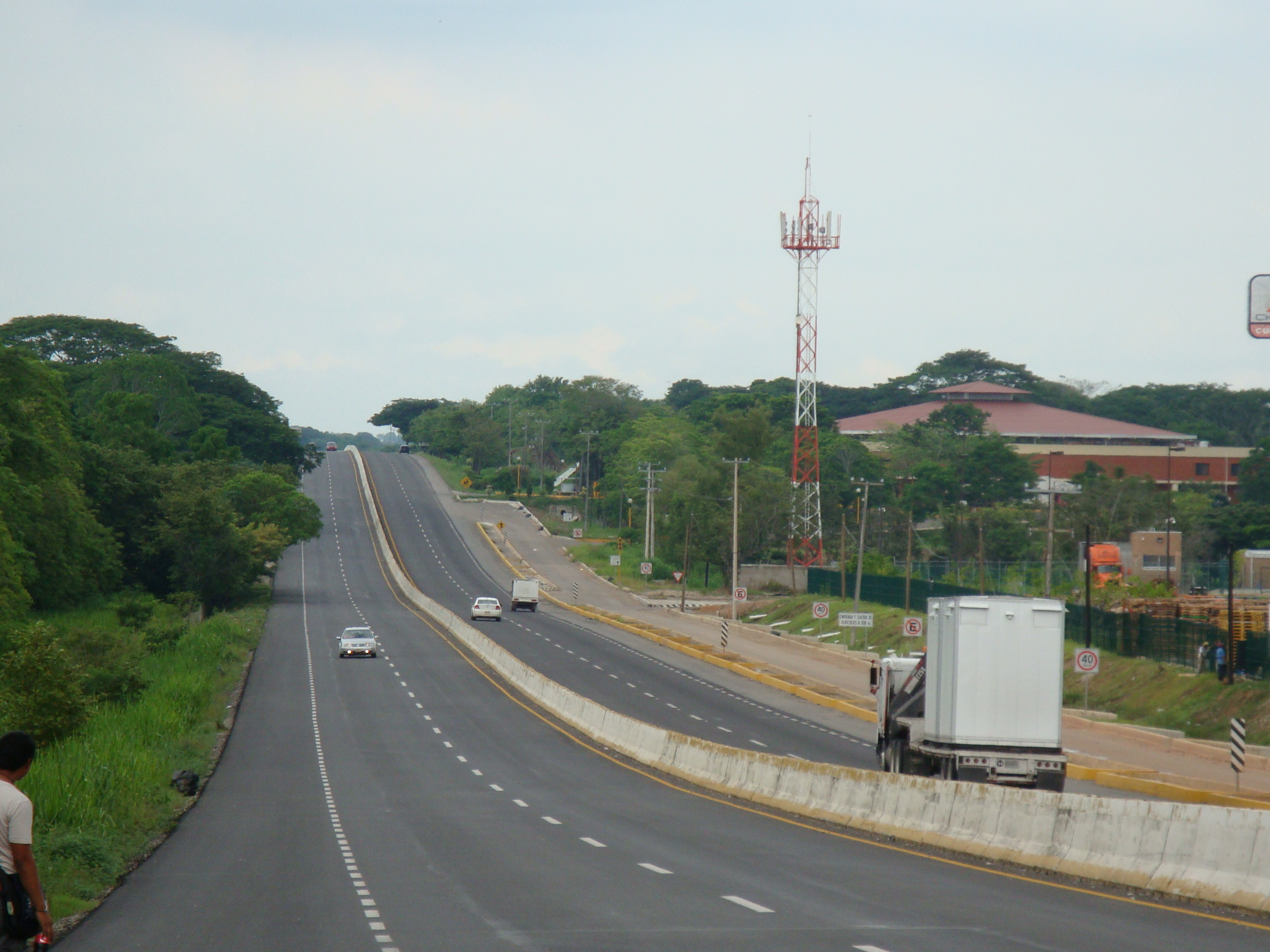
Автотрасса 186, проходящая через Макуспану
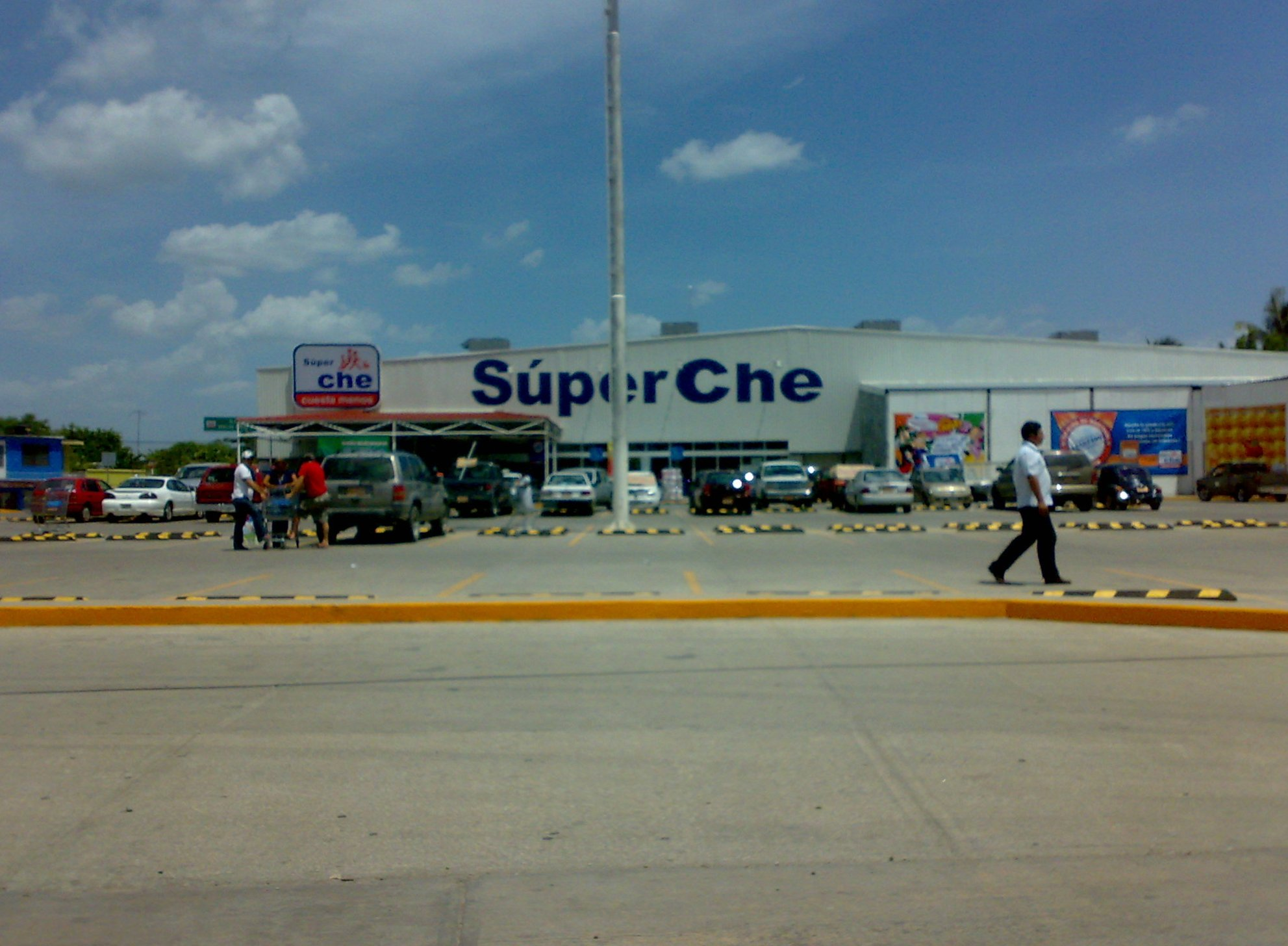
Гипермаркет «SúperChe»